# 黑盾梭長蝽
黑盾梭長蝽（学名：Pachygrontha nigrovittata）为長蝽科梭長蝽屬下的一个种。